# AFM (команда Формулы-1)
AFM (акроним от Alexander von Falkenhausen Motorenbau (по другим источникам — М это Munich)) (Алекса́ндер фон Фалькенха́узен Мото́ренбау) — команда и конструктор Формулы-1 из Германии.
Выступала в чемпионатах мира Формулы-1 в начале 1950-х годов.

## История появления и участие в первых гонках

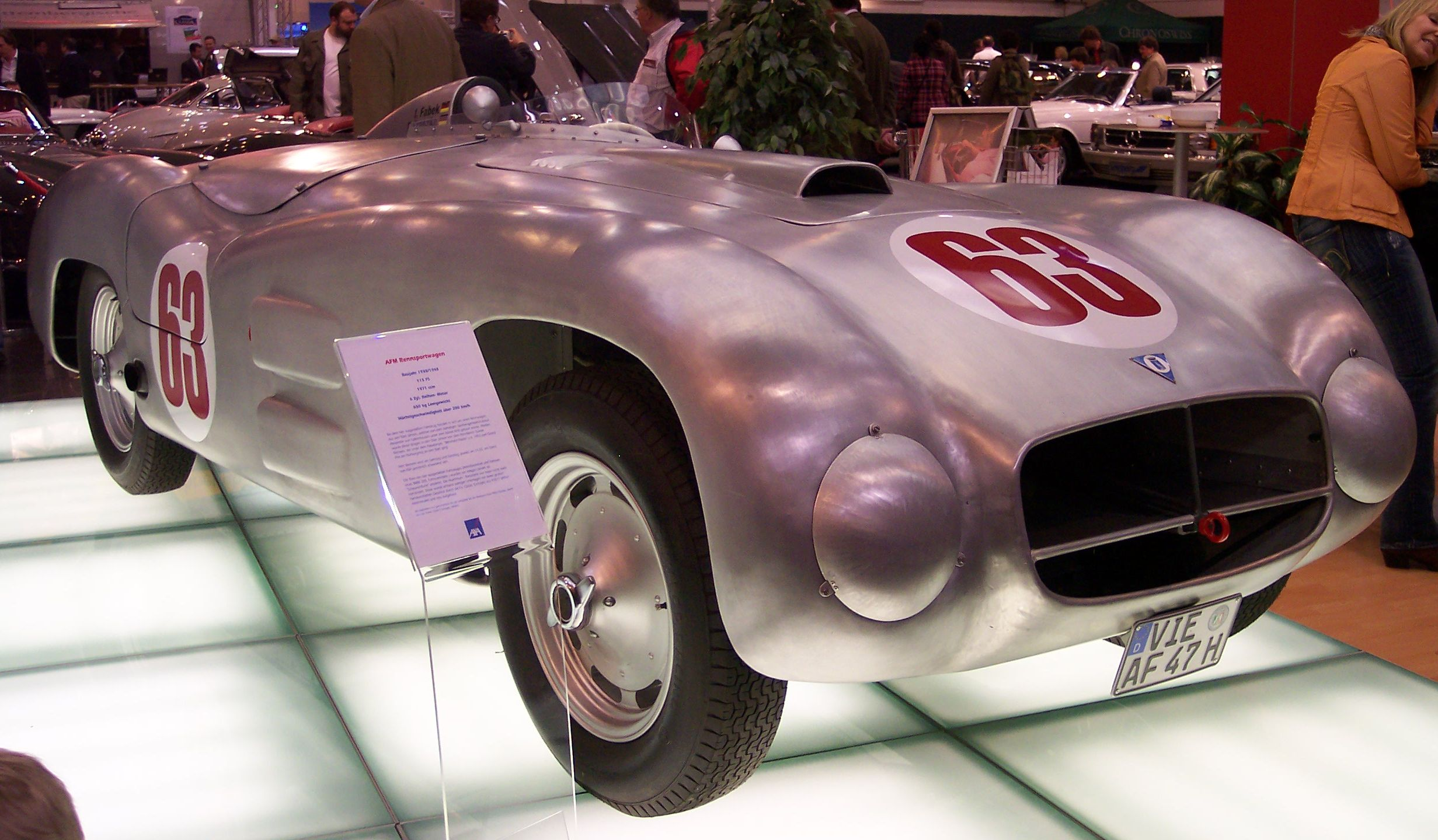
Отреставрированный AFM-50-5
Карла-Гюнтера Бехема

Основателем команды AFM является немецкий барон Александер фон Фалькенхаузен (нем. Alexander von Falkenhausen), который в 1930-е годы был одним из ключевых инженеров при разработке 328-й модели BMW. Совместно с фон Фалькенхаузеном над разработкой этой модели так же работали — Альфред Бонинг (нем. Alfred Boning), Эрнст Луф (нем. Ernst Loof) и Фриц Фидлер (нем. Fritz Fiedler).
328 модель BMW была в конце 1930-х годов доминирующим спортивным автомобилем в Европе. Именно на ней в 1940-м году была одержана победа в автогонке «Тысяча миль» (итал. Mille Miglia), которая проходила в Брешии, Италия.
После Второй мировой войны, фон Фалькенхаузен открывает автомастерскую в Мюнхене, где он занимается тюнингом довоенных 328-х моделей BMW, в том числе — переделывает некоторые из них из двухместных в одноместные. В 1948 году он приступает к постройке своего собственного гоночного автомобиля, в качестве двигателя к которому он использует двигатель от 328-й модели BMW. И уже на следующий год появляется AFM-1 — гоночный автомобиль, который принимает участие в чемпионате «Формулы-2». На нём немецкий автогонщик Ханс Штук (нем. Hans Stuck) занимает 3-е место в гонке на трассе Grenzlandring.
Более значительного результата команда AFM добивается на Гран-при Италии Формулы-2, который прошёл на автодроме в Монце — Ханс Штук на автомобиле AFM-1 одерживает победу, опередив автомобили Ferrari, которыми управляли Альберто Аскари (итал. Alberto Ascari) и Хуан Мануэль Фанхио (итал. Juan Manuel Fangio). Другими автомобилями команды AFM управляли — Фриц Рисс (нем. Fritz Riess), Карл Гомманн (нем. Karl Gommann), Вилли Хикс (нем. Willi Heeks) и Манфред фон Браухич (нем. Manfred von Brauchitsch).
В 1951 году команда AFM дорабатывает облегчённый двигатель V8, разработанный инженером Ричардом Кюхеном (нем. Richard Küchen). В доработке двигателя принимает участие гонщик Ганс Штук. На автомобиле, получившим название AFM-4-«Küchen», на котором стоит этот новый двигатель, Ханс Штук побеждает в 1951 году в гонке на трассе Grenzlandring — в рамках чемпионата мира в классе «Формула-2».
В 1952 и 1953 годах гоночные чемпионаты мира были проведены ещё по правилам Формулы-2, что позволило автомобилям команды AFM конкурировать с автомобилями других команд на нескольких этапах. В течение гоночного сезона 1953 года автомобили команды AFM становились всё менее конкурентоспособными, чем у их соперников. И с завершением эры Формулы-2, произошедшим в том же году, гоночная команда AFM прекратила своё существование.
Барон фон Фалькенхаузен в 1954 году снова начинает работать на BMW. Он становится главой их спортивного подразделения и возглавляет его на протяжении следующих двадцати лет.

## Участие в чемпионатах мира Формулы-1

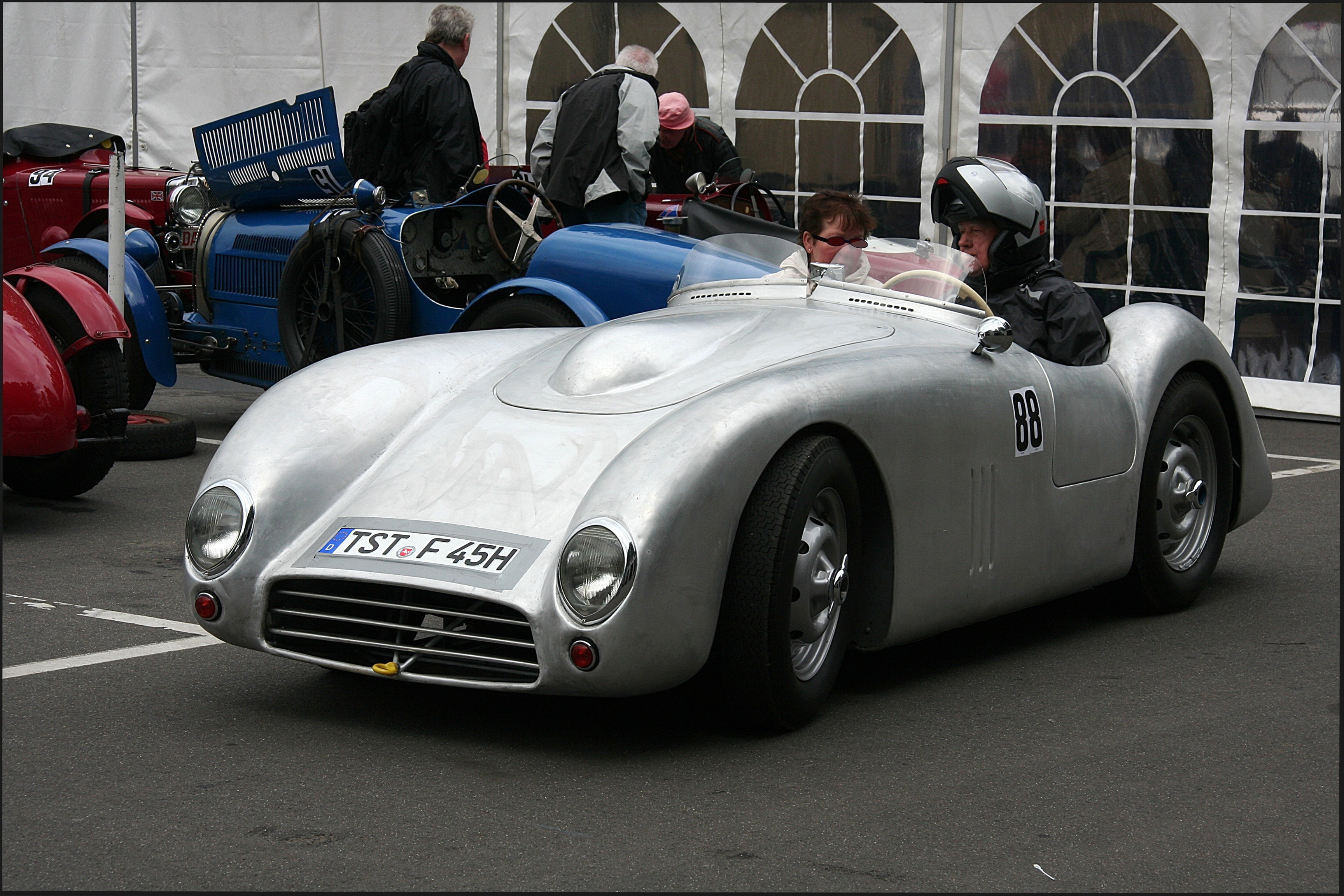
Последующая версия AFM 50,
Год выпуска – 1950. Фотография с фестиваля автораритетов «DAMC 05». Нюрбургринг, Германия

### Сезон 1952
Дебютом команды AFM в Формуле-1 стало участие в Гран-при Швейцарии 1952 года. Ханс Штук на автомобиле AFM-Küchen V8 квалифицировался на 14 позиции, опередив некоторых прославленных гонщиков тех лет, например — Гарри Шелла (англ. Harry Schell) на Maserati. Отставание же Штука от поул-позиции (которую тогда завоевал Джузеппе Фарина (итал. Giuseppe Farina) на Ferrari) составило 14 секунд.
По ходу самой гонки автомобиль Ханса Штука имел очень слабую гоночную динамику, из-за чего гонщик терял одну гоночную позицию за другой. Так продолжалось вплоть до пятого круга, когда двигатель Küchen окончательно отказал и Ханс Штук был вынужден прекратить гонку.
Следующей гонкой сезона — с участием автомобилей AFM — стал Гран-при Германии. В гонке приняли участие частные автомобили марки AFM, которыми управляли: Вилли Хикс, Хельмут Нидермайр (нем. Helmut Niedermayr), Людвиг Фишер (нем. Ludwig Fischer) и Вилли Кракау (нем. Willi Krakau). На всех этих автомобилях стояли двигатели BMW вместо двигателей Küchen, одобренных самой командой AFM.
Ни Фишер, ни Кракау так и не смогли стартовать в гонке. Нидермайр квалифицировался лишь на 22-й позиции. В то же время, другому гонщику на автомобиле AFM — Вилли Хиксу — удалось завоевать по итогам квалификации 9-е стартовое место. Хикс опередил на стартовой решетке нескольких сильных соперников, включая Жана Бера (фр. Jean Behra), управлявшего автомобилем марки Gordini.
Начало самой гонки оказалось удачным для Хикса. Из-за столкновения на стартовом круге двух впередиидущих автомобилей (Veritas, которым управлял Поль Пьецш (фр. Paul Pietsch) и BMW, которым управлял Эрнст Клодвиг (нем. Ernst Klodwig)), Хикс смог подняться на 9-е место, на котором он находился следующие пять кругов. Однако на 6-м круге у его автомобиля начались проблемы с двигателем BMW, и по завершении 8-го круга Хикс был вынужден выбыть из гонки.
Тем временем Нидермайр, стартовавший в гонке лишь с 22-го места, вел очень успешную гонку, удачно используя ошибки соперников. К моменту схода Хикса, Нидермайр занимал уже 10-е место. Сход же Хикса позволил Нидермайру переместиться на 9-ю позицию. На девятом круге у шедшего впереди автомобиля Gordini, которым управлял французский гонщик Робер Манзон (фр. Robert Manzon), отлетело колесо, что позволило Нидермайру переместиться на 8-ю позицию. Позднее, в конце гонки, его всё же обошёл Тони Ульмен (англ. Toni Ulmen) из команды Veritas, и Хельмут Нидермайр занял в итоге 9-е место. Этот финиш стал первым для автомобилей марки AFM в гонках чемпионата мира Формулы-1.
Эта гонка стала последней для команды AFM в сезоне 1952 года.

### Сезон 1953
В 1953 году команда AFM вновь принимает участие в чемпионате мира Формулы-1. Первой гонкой сезона для команды стал Гран-при Германии. На трассу вновь вышел Ханс Штук — теперь уже на частном автомобиле AFM. На его автомобиле был новый двигатель — Bristol L 6. Другими гонщиками на автомобилях AFM стали: Гюнтер Бехем (нем. Günther Bechem) на личной машине и Тео Фицау (нем. Theo Fitzau) — на автомобиле Хельмута Нидермайра. Сам же Нидермайр ушёл из автоспорта после случая на автодроме Grenzlandring — там в 1952 году, из-за аварии на трассе, погибли по крайней мере 13 зрителей.
И на автомобиле Бехема и на автомобиле Фицау стояли двигатели BMW. Фицау удалось квалифицироваться лучше остальных гонщиков, которые управляли машинами AFM — он занял 21-е стартовое место, отстав от поул-позиции Альберто Аскари (итал. Alberto Ascari) из команды Ferrari на более чем 80 секунд. Ханс Штук квалифицировался 23-м, в то время как Бехем занял 30-ю позицию в квалификации, отстав от поула Аскари более чем на 2 минуты, что, возможно, делает это отставание самым большим квалификационным отставанием от поула за всю историю гонок Формулы-1 на трассе «Нюрбургринг».
Сама гонка сложилась для гонщиков так же неудачно — Ханс Штук выбыл на первом круге (из-за отказа нового двигателя Bristol), а к концу 4-го круга из гонки выбыли Гюнтер Бехем и Тео Фицау — также из-за проблем с двигателями.
Последним Гран-при чемпионатов мира Формулы-1, в котором приняли участие автомобили марки AFM, стал Гран-при Италии 1953 года. Ханс Штук вновь принял участие в гонке на его личном автомобиле AFM, оборудованном тем же мотором Bristol L6. В квалификации ему удалось опередить только Джонни Клаэса (англ. Johnny Claes) из команды Connaught. Но, несмотря на это, ему удалось всё же финишировать 14-м — благодаря отсутствию проблем с техникой. В итоге он отстал от победителя гонки — Хуана Мануэля Фанхио — на 13 кругов.
В конце 1953 года в гонках чемпионата мира Формулы-1 было полностью отменено использование правил и регламента гоночной серии «Формула-2», и команда AFM прекратила своё участие в гонках чемпионатов мира Формулы-1.
Лучшим результатом команды AFM — за всю историю её участия в чемпионатах мира Формулы-1 — стало 9-е место, завоёванное Хельмутом Нидермайром на Гран-при Германии 1952 года.

## Результаты в чемпионате мира Формулы-1
| Легенда к таблице |                                                                    |
| --- | ------------------------------------------------------------------ |
| В таблице перечислены результаты всех Гран-при Формулы-1, в которых принимала участие команда. Строками таблицы являются сезоны, столбцами — этапы чемпионата мира. В каждой клетке указаны сокращённое название этапа и результаты гонщиков команды, дополнительно обозначенные цветом. Расшифровка обозначений и цветов представлена в нижеследующей таблице. |                                                                    |
| \| Пример \| Описание \| \| ------------ \| ------------------------------------------------------------------ \| \| 1 \| Победитель \| \| 2 \| Второе место \| \| 3 \| Третье место \| \| 5 \| Финишировал, заработав очки \| \| Сход \| Не финишировал, но при этом заработал очки \| \| 12 \| Финишировал, не получив очков \| \| НКЛ \| Финишировал, но не попал в финальную классификацию \| \| 15 \| Участвовал вне зачёта, либо по отдельной классификации \| \| 18 \| Не финишировал, но попал в финальную классификацию \| \| Сход \| Не финишировал \| \| НКВ \| Не прошёл квалификацию \| \| НПКВ \| Не прошёл предквалификацию \| \| ДСК \| Дисквалифицирован \| \| ИСК \| Исключён из протокола соревнований \| \| ТТ \| Заявлен для участия только в тренировках \| \| НС \| Участвовал в квалификации, но не стартовал в гонке \| \| Т \| Травмирован или болен \| \| ОТК \| Отказ от участия \| \| НТР \| Прибыл на соревнования, но на трассу не выезжал \| \| НПР \| Был заявлен в числе участников, но не прибыл к началу соревнований \| \| О \| Соревнования отменены \| \| \| Не участвовал \| \| Поул-позиция \| \| \| Быстрый круг \| \| |                                                                    |
| Пример | Описание                                                           |
| 1 | Победитель                                                         |
| 2 | Второе место                                                       |
| 3 | Третье место                                                       |
| 5 | Финишировал, заработав очки                                        |
| Сход | Не финишировал, но при этом заработал очки                         |
| 12 | Финишировал, не получив очков                                      |
| НКЛ | Финишировал, но не попал в финальную классификацию                 |
| 15 | Участвовал вне зачёта, либо по отдельной классификации             |
| 18 | Не финишировал, но попал в финальную классификацию                 |
| Сход | Не финишировал                                                     |
| НКВ | Не прошёл квалификацию                                             |
| НПКВ | Не прошёл предквалификацию                                         |
| ДСК | Дисквалифицирован                                                  |
| ИСК | Исключён из протокола соревнований                                 |
| ТТ | Заявлен для участия только в тренировках                           |
| НС | Участвовал в квалификации, но не стартовал в гонке                 |
| Т | Травмирован или болен                                              |
| ОТК | Отказ от участия                                                   |
| НТР | Прибыл на соревнования, но на трассу не выезжал                    |
| НПР | Был заявлен в числе участников, но не прибыл к началу соревнований |
| О | Соревнования отменены                                              |
| | Не участвовал                                                      |
| Поул-позиция |                                                                    |
| Быстрый круг |                                                                    |

| Сезон | Шасси | Двигатель  | Ш | Гонщики           | 1    | 2   | 3   | 4   | 5   | 6    | 7    | 8   | 9   |
| ----- | ----- | ---------- | - | ----------------- | ---- | --- | --- | --- | --- | ---- | ---- | --- | --- |
| 1952  | AFM   | Küchen-V8  | Е |                   | ШВА  | 500 | БЕЛ | ФРА | ВЕЛ | ГЕР  | НИД  | ИТА |     |
| 1952  | AFM   | Küchen-V8  | Е | Ханс Штук         | Сход |     |     |     |     |      |      |     |     |
| 1952  | AFM   | BMW-L6     | ? | Вилли Хикс        |      |     |     |     |     | Сход |      |     |     |
| 1952  | AFM   | BMW-L6     | ? | Хельмут Нидермайр |      |     |     |     |     | 9    |      |     |     |
| 1952  | AFM   | BMW-L6     | ? | Людвиг Фишер      |      |     |     |     |     | НС   |      |     |     |
| 1952  | AFM   | BMW-L6     | ? | Вилли Кракау      |      |     |     |     |     | НС   |      |     |     |
| 1953  | AFM   | Bristol L6 | D |                   | АРГ  | 500 | НИД | БЕЛ | ФРА | ВЕЛ  | ГЕР  | ШВА | ИТА |
| 1953  | AFM   | Bristol L6 | D | Ханс Штук         |      |     |     |     |     |      | Сход |     | 14  |
| 1953  | AFM   | BMW-L6     | D | Тео Фицау         |      |     |     |     |     |      | Сход |     |     |
| 1953  | AFM   | BMW-L6     | D | Гюнтер Бехем      |      |     |     |     |     |      | Сход |     |     |

- Курсивом выделены пилоты, не выступавшие за заводскую команду

## Проект легкового спортивного автомобиля
В 1951 году компания AFM представила прототип роскошного купе, с двигателем 2,5 литра. Прототип был построен на шасси от гоночного автомобиля AFM, с колёсной базой 2850 мм. Передняя подвеска состояла из двойных поперечных рычагов и пружин. Задняя подвеска была трёхточечной. Двигатель и коробка передач были использованы от модели Opel Kapitan (6 цилиндровый мотор, объёмом 2473 см³, мощностью 60 л. с. или 44 кВт). Топливный бак был рассчитан на 90 литров. Кузов был сделан из лёгкого металла, крепившегося на стальном каркасе. На панели приборов был установлен тахометр.
Фотографии этого прототипа были опубликованы в 1951 году в швейцарском журнале Revue Automobile. Оценочная стоимость автомобиля при запуске его в серию, должна была составить 16 000 марок, но автомобиль так никогда и не был запущен в серийное производство. Помимо этого прототипа, компания AFM выпустила прототип кабриолета, получивший название AFM Super 2500.